# 阮文衣 (公安)
阮文衣（1909年—1970年5月12日），綽號五茶（Năm Trà），是第一次印度支那戰爭和越南战争的兩次戰爭中越南方面的人民武装力量英雄。

## 生平
阮文衣出生于1909年，老家在河東省青威縣璧和社石璧村（今屬河內市）。